# Тисов (село)
Тисов (укр. Тисів) — село в Болеховской городской общине Калушского района Ивано-Франковской области Украины.
Население по переписи 2001 года составляло 3189 человек. Население около 3 тысяч в 2024 году. Почтовый индекс — 77220. Телефонный код — 03437.

## География
На северо-восточной стороне от села река Жидовец впадает в Сукель.

## История

### Начала села
Первое письменное упоминание о деревне 1464 года, хотя люди здесь жили гораздо раньше.
Старожилы говорят, что первые поселенцы появились здесь во времена, когда орды Батыя повоевали Галич и другие города. Именно тогда, как говорит одна из легенд, прибилась в долину реки Сукель, по берегам которого рос тисовый лес, семья некоего Яна (то ли поляка, то ли чеха, то ли словака). Впоследствии сюда забрело ещё несколько беглых семей. Так появился Хуторок, который в память о первом поселенце назвали Янковом. Со временем возник новый Хуторок Янковец, а затем Церковный. Впоследствии, на пологих Сукели возникли выселки Демня, Нижний и Верхний Концы. А поскольку все они прятались среди тисовых лесов вдоль реки, то и образовали село Тисов.
Кроме тисовых лесов, окрестности села были богаты на соляную Рапу и Болотную руду. В примитивных демнях-домнах (отсюда название поселения Демня) из болотной руды издавна добывали железо, из которого изготавливали орудия труда и хозяйственные вещи. Рудный мазут также использовали для смазки телег, обуви, освещения жилищ и тому подобное. Тогдашних металлургов называли "демнянами". Это название бытует в Тисове до сих пор.
Часть жителей деревни занималась соляными промыслами. Из многочисленных соляных источников черпали деревянными коновками сыровец, наливали в бочки и развозили на продажу в ближние города и села. Таких людей называли "коломыями" — от главного центра соляного промысла в Галиции-города Коломыи. Отсюда пошла фамилия Коломыю, Коломыйчишину, потомки которых и по сей день живут в селе. Если везли дальше, то из соляной Рапы варили соль. Таких людей называли "зварычами", что и дало название фамилии Зварыч, потомки которых и сейчас проживают в селе. Соляные промыслы в Тисове существовали до 1791 года.
Кроме обжига железа и солеварения, распространёнными ремёслами были плотничество, токарство, гончарство и ткачество. Мастера-умельцы из тиса и других ценных пород дерева строили избы, делали мебель, бытовые вещи. Наличие пригодной к гончарству глины позволяло изготавливать посуду. А разведение овец и скота способствовали развитию кожеделия, ткачества, сапожного дела. Очевидно, от этих ремёсел и пошли фамилии как Гончар, Ткач, Капчук (кошелёк) и тому подобное.
Все эти промыслы и оживлённая торговля способствовали быстрому развитию села и росту населения.

### XVI-XVIII века
Известно, что в 1515 году село перешло в собственность шляхтича Ходоровского, который владел здесь 30 полями поля (1 лан = 153360 кв. м) и имел две мельницы. Пан построил себе большой фольварок, откуда и пошло название нового приселку Дворище.
Но быстрое развитие села прекратила почти на два столетия татаро-турецкая агрессия XV-XVII вв. Так называемый "Волоський шлях", который шёл от Галича вниз по течению Днестра до Черного моря, крымские татары считали золотым. От Снятина этот тракт пролегал через Коломыю, Тлумач, Тысменицу, Езуполь (Чешибисы), и до Галича. В Галиче тракт расходился в двух направлениях: один на Бурштын, Рогатин, Бибрку до Львова; второй - на Калуш, Долину, Стрый, Дрогобыч, Самбор и дальше в Венгрию и Трансильванию. Поэтому неудивительно, что на этом торговом пути названные выше города играли значительную роль в торговле, были весьма многочисленны и богаты. Именно поэтому так полюбили этот путь Орды крымских татар, которые, пользуясь слабостью Польши и Великого Литовского княжества, начиная с конца XV в. начинают свои набеги на украинские земли. Особенно устрашающими для Тисова были набеги 1498,1520, 1580, 1621, 1675 годов, когда село было полностью уничтожено и отстроилось заново.
Во времена Хмельнитчины, когда казацкие отряды в 1648 и 1655 годах подходили ко Львову, население Тисова вместе с крестьянами Надиева, Рахини, Тростянца и Ракова принимали участие в антипольских восстаниях.
В 1672–1676 годах Польша потерпела поражение в турецко-польской войне и потеряла контроль над значительной частью украинских земель. Это давало возможность вассалу турецкого султана крымскому хану ещё больше разорять галицкие земли своими набегами. Особенно ужасающим был поход крымского хана Казы-Гирея в 1699 году, когда он дошёл до Стрыя, оставляя за собой сожжённые города и сёла, а тысячи людей и скота унёс с собой в Крым. Ещё несколько раз (1701,1712, 1721,1738, 1742) татары доходили до Стрыя. Бесспорно, идя на Стрый, ордынцы уничтожали села, которые стояли на их пути, в частности и Тисов.
Также известно, что после поражения татар в битве под Журавным с войском короля Яна Собеского (1672) многие пленные татары были расселены по сёлам Галиции, в том числе и в Тисове. Именно в это время появляется новый посёлок Пырчей, заселённый пленными татарами. Само название Пырчев, как и фамилии Пукас, Турмис, Фенджерин, Кайлик, Болюк, Буджерин и другие являются тюркского происхождения. Во внешнем облике тисовчан отчётливо проступают монголоидные черты.
В начале XVIII в., чтобы пополнить потерю дешёвой рабочей силы, польский король и землевладельцы стимулировали переселение в эти места жителей соседней Молдавии, Валахии, Турции, Района и других территорий. Потомки тех переселенцев по сей день сохранили за фамилии Бойков, Бойчуков, Волохов и тому подобные. Притом коренные тисовчане себя бойками не считают и не очень уважительно относятся к этому названию, считая себя "пiдгірянами", "горняками", "горными людьми". Название "бойки", которое появилось в XIX в., было искусственно навязано населению этих территорий и происходит от тех переселенцев из Турции, которые в говоре употребляли слово "бойє". Иван Крипьякевич указывает, что не вся территория Долинского уезда входит в этнографической границы Бойковщины. Аналогичное мнение встречаем в известной монографии "Бойківщина".
Из исторических источников известно, что предводитель опришков Иван Бойчук в 1750 году получил Болехов. Тогда же Бойчук зашёл со своим отрядом в Тисов. Но один крестьянин по имени Ивась сообщил об этом местному шляхтичу и тем спас его от смерти. Когда партизаны оставили село, господин отблагодарил поэтому крестьянину тем, что подарил ему столько поля в конце села, сколько он сможет вспахать в день парой волов. Это поле (от подвесной скамейки до Лесхоза) с тех пор стало называться Ивасево поле. Иван стал богатым, но к концу XIX в. земельное владение Ивана было раздроблено между его многочисленными потомками.

### Австрийские времена
В австрийские времена в Тисове появились переселенцы из других частей империи (немцы, чехи, словаки). А их потомки по фамилии Кумаля, Кондрат, Фридер, Рига, Кабаль, Вольф, Тефнер жили в деревне до Второй мировой войны. В 1939 году по договорённости между СССР и Германией часть из них репатриировались на этническую родину, а остальные остались в деревне (те, что уже ассимилировались с местным населением).
После упразднения барщины в мае 1848 года положение крестьян несколько улучшилось. Но земля, пастбища, леса, сенокосы остались в руках помещиков, что сохраняло зависимость крестьян от них. Поэтому для тисовчан ощутимого облегчения их положения не наступило. Соляные и железо промыслы пришли в упадок, ибо развитие мануфактур и перерабатывающих заводов превратили кустарную добычу Рапы, солеварение и добычу железа в малоприбыльное дело. В городках Стрыйской округи были построены небольшие чугунные, железоделательные и литейные заводы, и Демня как центр железоделательного дела утратила своё значение.
По официальным данным, на 1885 год в селе было всего 37 моргов пахотной земли и 53 морга сенокоса, А 260 моргов поля нуждались в значительном труде, чтобы превратить их в пригодные для земледелия почвы. Поэтому из 1343 жителей села более 90% владели крошечными наделами, которые не могли их прокормить. А немало было совсем безземельных, которые батрачили у более богатых или зарабатывали мизерные деньги на сезонных промыслах в Стрые, долине, Болехове, Калуше и т.д. Начиная с 1880-х гг. началась экономическая эмиграция из Галиции в США, Канаду и страны Европы. Не стало исключением и село Тисов.
В 1874 году в селе открыли одноклассную школу, в 1894 году реорганизованную в двухклассную.
За период 1885-1902 гг. несколько выросло население села. На 1902 г. в нём жили 1585 украинцев, 36 поляков, 6 немцев, 20 евреев. В школе обучалось 206 детей. Перед началом Первой мировой войны в селе работала читальня "Просвіти", ячейка антиалкогольного общества "Відродження", действовал ячейка общества "Сокіл".
Дальнейшее развитие села прервала война, оно почти на 4 года превратилось в прифронтовую зону. С первых дней войны много молодых тисовчан откликнулось на призыв Главной Украинской Рады стать в ряды украинских сечевых стрельцов. На призывной пункт в Стрый в начале августа 1914 года из Тисова прибыло более 50 добровольцев, но запись в УСС была ограничена. Среди УСС было двое тисовчан, в частности, Сеньгурин Фёдор. В то же время в австрийской армии воевали Филиппов Михаил, Прокипчин Николай и многие другие.

### После Первой мировой войны
Тисовчане, как и всё украинское население Восточной Галиции с большим патриотическим подъёмом встретили весть о победе Ноябрьской революции 1918 г. в Львове и образования на украинских землях, входивших в состав Австро-Венгрии Западноукраинской Народной Республики (ЗУНР). На защиту молодого государства стали тысячи молодых юношей, которые влились в ряды Украинской Галицкой армии.
В период польской оккупации 1919-1939 гг., несмотря на давление оккупационных властей, в селе продолжали действовать ячейки "Просвіти", "Сокола", а в 1930-е года  "Луг", функционировала украинская 3-классовая школа. Учёба была трудной, поскольку донимали нищету и бедность. Поэтому большинство детей, научившись читать и писать, подавались в наймы или подрабатывали сезонными заработками на регуляции реки и лесоповале. Взрослое население тоже перебивалось в большинстве сезонными заработками, и лишь незначительная часть тисовчан имела постоянную работу на Болеховской солеварне и Долинских нефтепромыслах. Материальные лишения заставляли кое-кого из них, как и при Австрии, искать лучшей доли за пределами Галиции.
В 1939 году в селе проживало 2600 жителей (2535 украинцев, 20 поляков, 20 латинников, 15 евреев и 10 немцев и других национальностей).

### Вторая Мировая война
Приход на галицкие земли советских войск тисовчане встретили радушно, надеясь на освобождение, хотя уже кое-что и знали из тогдашних украинских газет про "коммунистический рай" на Украине. В конце октября 1939 года были созданы местные советские органы самоуправления. Первым председателем сельского совета стал Д.Стаськив. Но с ноября 1940 года, когда началась массовая депортация богатых крестьян в Сибирь, репрессии против патриотов, тисовчани поняли: их обманули. Поэтому огромное количество молодёжи влилось в ряды подпольной ОУН. А "первые советы" устанавливали свою власть.
Все дети школьного возраста были вовлечены в школу. Налаживалась деятельность других культурно-образовательных и социально-бытовых учреждений. Однако процесс установления советской власти был прерван в июне 1941 года началом германо-советской войны. В первые дни войны в Красную армию были мобилизованы молодые юноши, как Макара П. Ф., Филиппов М. М., Стефанов П. М., Пукас В. Ю., Юхней П. В., Юхней Ф. И., Турмис М. В., Юрочко Ю. Я., Курило Г. М., Хромишин Ф. В., Уханский М. И., Бублич B.C., Яцинин М. И., Шубин И. Д.
В конце июня в село прибыло небольшое венгерское военное подразделение, которое простояло здесь почти всю войну. Высшее немецкое начальство только изредка наведывалось в деревню с целью контроля за сдачей продуктового контингента — сена, зерна, мяса, молока, кожи, сельскохозяйственных продуктов. За это тисовчани получали мизерные деньги в виде польских злотых или так называемые "пунти" — талоны на приобретение маргарина, масла, водки, повидла, мыла и других необходимых товаров. 1941 год был особенно тяжёлым для тисовчан, поскольку внезапное наводнение и продналог оставили их фактически без продуктов. Это заставляло немало тисовчан, рискуя собственной жизнь, нелегально пробираться на Подолье для обмена на продукты питания. В конце 1942 года 5 ребят из села добровольно пошли на Волынь — там создалась УПА. Среди них Василий Фёдорович, Роздольский Василий, которые были в отряде "Волки".
Немало тисовчан, особенно молодых и здоровых ребят начиная с 1943 года были отправлены на добровольно-принудительного труд в Третий рейх. Одним из них был Костов Василий, которому довелось работать в Святославском карьере возле Сколе. Как вспоминает Д. Василий, "Работа была очень тяжёлая и изнурительная, а оплата мизерная". За целую неделю, если не пропустил ни одного дня, давали десять золотых и пачку худшего сорта махорочных сигарет. А когда пропустил хоть один день, то не давали ничего.
Надзиратели (форбайтери) были немцы и очень часто, за малейшую провинность били. А кто имел большую вину, то бросали в маленькую камеру, где можно было только присесть. В такой камере я тоже сидел три дня.
Война разбросала тисовчан между двумя враждующими лагерями (одни вынуждены были защищать советскую власть в рядах красной армии, а другие — с осени 1941 года вступили в подполье ОУН или УПА (с октября 1942 года).
Среди воинов УПА волынского периода современники вспоминают Василия Фёдоровича (Дьяковой), Дуба Николая (Гнатового) и Андріїва Фёдора (Порткачика). Они тайно покинули село и ушли на далёкую Волынь.
В окрестностях Тисова действовала сотня "Бея" и сотня "Довбуша" из куреня "Різуна", а на г. Костикова (между Тисовом и Царковной) действовала школа-лагерь подготовки молодёжи. В подпольных документах Тисов именовался как "Татарів". Село дало 69 членов ОУН; из них при облавах погибло двое умерло в репрессиях 14, в чужбине умерло 5, живущих в России 2; умерли дома после возвращения из Гулага 14, сейчас осталось в живых 12. В сотнях "Довбуша" и "Бея" было 77 воинов; из них в боях погибли 44, в чужбине погибли 9, убито 8, умерли дома после возвращения из Гулага 11, живущие дома 3, а в чужбине 3. (Эти данные собраны и упорядочены бывшим воином сотни "Довбуша" Филипповым И. М., который умер 7.10.1996 года).
Как подсчитал Д. Филиппов, за годы войны принудительно было вывезено из села в Германию 63 мужчины, а в 40-50 годы вывезено в Россию, Казахстан 62 мужчины; подвергнуто репрессиям ГУЛАГа 73 чел.; погибли при облавах 21 человек, разорваны минами 8 человек, пропали без вести 4 мужчины. Среди жителей села были и евреи, из них 15 человек были расстреляны немцами в Болеховском гетто. 73 солдат красной армии в живых осталось 21 человек, 16 человек умерли на склоне лет в Тисове, а остальные погибли в боях за Болехов, Минск и Прагу.
Следует вспомнить добрым словом Павелик Кристину Людвиковну, которая была женой председателя сельсовета Павелика Дмитрия, который умер в 1941 году. Немка по происхождению, она работала переводчицей у немцев, но не выдала им ни одного односельчанина. Когда немцы покинули село под натиском красной армии, она отказалась уехать в Германию, желая умереть там, где похоронен её муж.
В конце июля 1944 года передовые части советских войск вошли в деревню, но контрнаступление немецких и венгерских войск вынудило их отойти из деревни.
Ещё в течение недели фронт стоял у Тисова, но новое наступление советских войск вынудило немецко-венгерские войска оставить Тисов и отойти в направлении к Казаковке. Таким образом в Тисове вновь была восстановлена советская власть. Председателем сельсовета был назначен Павелик Василий. Возрождалась жизнь. В конце сентября заработала школа, начали функционировать другие государственные учреждения.

### После Второй мировой войны
По данным облуправления МГБ в 1949 г. в Болеховском районе подполья ОУН самым активным было в сёлах Междуречье, Тисов, Горыня и Сукель. В апреле 1949 года село постигло стихийное бедствие. Загорелась хата Дуба Ивана, а поскольку стояла сухая погода и дул сильный ветер, то это привело к тому, что в Верхнем конце за несколько минут сгорели 18 домов.
В 1951 году в Тисове был организован колхоз, первым председателем которого стал Максимчин A.B.
В начале 1960-х годов в селе заработала колхозная электростанция, построенная на реке Сукиль. Первыми работниками электростанции были Яцинин М., Хальпинский М. М., Филиппов И.
В течение следующих 20 лет несколько изменило своё лицо и село. Были построены 4 лавки, книжный магазин, Дом быта, новая школа, медпункт, почту, помещения для ферм, мост через реку Сукиль, баня, три сельские библиотеки, интернат, детский сад. Дети получили возможность посещать музыкальную, художественную и спортивные школы в Болехове и Долине.
В 1980-х годах в колхозе появились первые сувенирные цеха, которые положили начало возрождению резьбы, которое было традиционное для данного региона в давние времена. Сувенирные изделия тисовских умельцев пользовались спросом в пределах СССР и за рубежом, в частности Чехословакии.
Значительные сдвиги в социально-бытовом и культурно-образовательном развитии села повлияло на количественный рост населения. Ведь значительная часть молодёжи после получения профессионально-технического и высшего образования возвращалась работать в родное село. Как свидетельствует статистика, по состоянию на 1 января 1980 года в селе проживало 2884 человек.
На рубеже 1980-х и 1990-х годов в селе были созданы ячейки НРУ, Общества украинского языка им. Т. Шевченко. Активными членами национального возрождения села были женщины. В то же время возникает общество "Тиса" как просветительско-художественный коллектив под руководством Филиппов И., Андреев Г. и Бецин Г. В селе восстановили могилу УСС.

### Независимость Украины
Колхоз "Дружба" в 1991 году был реорганизован в Союз кооператоров.
В селе начали возрождать древние традиции.
Из-за экономического кризиса село стало центром внутренних (в восточные области Украины) и внешних (в Тюмень, Москву, Прибалтику, Беларусь, Польшу, Чехию) миграций.
Приватизация земель началась в 1993-1994 гг., прудов - y 1994. Организовалось частное МП по обработке древесины, два частных магазина, в 1996 году начал работать бар, выросло число коммерсантов-"патентщиков" и участников "челночного бизнеса".
Члены Союза "Дружба" приватизировали кузницу, склад и баню. Возрастает дифференциация между имущими и малоимущими. Это привело к затуханию волны культурничества и способствовало спаду рождаемости: за сентябрь 1996 г. не родилось ни одного ребёнка.

## Церковь
Культурным и духовным центром издавна была и есть церковь Введения Богородицы (памятник архитектуры № 749/1), восстановлена в 1783 году вместо сгоревшего храма того же имени на Дворе. В XIX в. уже была часовня Святого Николая на горе Пикуй. В сталинские времена её разобрали местные активисты. В 1995 году на месте часовни выросло новое сооружение того же имени. Однако со временем достроили новую церковь.
Местные священники, кроме выполнения своей пастырской миссии, пробуждали среди населения национальное сознание, способствовали развитию украинской культуры.
Благодаря усилиям А. Теодора Базилевича открыли сельскую школу.
О. Иосиф Грабовецкий до 1896 года ведал вопросами образования при Долинском деканате.
Настоятелем Тисова был и о. Амвросий Крушельницкий, семья которого прожила почти два года в Тисовской плебании, стоявшая во дворе нынешней средней школы.